# Боржковський Валеріан Васильович
Боржко́вський Валеріа́н Васи́льович (нар. 1864 — пом. 1919) — український учений-етнограф, археолог, статистик, громадсько-політичний діяч, активний член «Братства тарасівців», Вінницький повітовий комісар Тимчасового Уряду (осінь 1917 р.)

## Біографія
Народився у 1864 році в селі Мізяків, тепер Калинівського району Вінницької області в родині священика. Закінчив Шаргородське духовне училище, навчався в Кам'янець-Подільській духовній семінарії, однак 1882 р. за участь у діяльності нелегальної народницької організації «Подільська дружина» був виключений і взятий під нагляд поліції. Продовжив навчання в Одеській семінарії. Працював у Бессарабії, Галичині, Єнісейській губернії.
Повернувшись 1902 р. до Вінниці, працював у земських установах та громадських організаціях. Був фундатором «Вінницького Староміського товариства садівництва», належав до складу різних муніципальних комісій: шкільної, економічної, шляхової, з будівництва лікарні, розгорнув наукову і громадську діяльність.
Здійснював історичні та етнографічні дослідження, вивчав соціально-побутові й культурні явища подільського села. Друкувався в «Киевской старине», «Матеріалах до української етнології НТШ», «Экономической жизни Подолии».
За версією дослідників О. Логінова та Л. Семенко, саме Валеріан Боржковський очолював масонську ложу у Вінниці яка підпорядковувався системі Великого Сходу народів Росії
Восени 1917 р. був призначений Вінницьким повітовим комісаром Тимчасового Уряду.
12 квітня 1919 р. згідно розпорядження ПодгубЧК та Вінницького губернського Революційного трибуналу (голова — Є. Едельштейн) Валеріан Боржковський разом з колишнім товаришем міністра народної освіти УНР Ю. Щирицею був арештований.
1 червня 1919 р. розстріляний Київською ЧК.

## Вшанування пам'яті
27 вересня 1919 p. делегати Вінницького повітового селянського з'їзду різко засудив жорстоку розправу над цими двома освітянами. За рішенням з'їзду повітова народна управа мала вивісити в учительському інституті, у семінарії та всіх вищих початкових школах повіту їх портрети. Делегати XIX сесії Вінницького надзвичайного повітового земського зібрання також вшанували їх пам'ять.
У жовтні 1919 р. у Вінниці відбувся суд над агентом ЧК М. Старинцем, який заарештовував В. Боржковського[уточнити].

## Праці В. Боржковського
- «Парубоцтво» как особая группа в малорусском сельском обществе // Киевская Старина. — 1887. — № 8.
- «Парубоцтво», как особая группа в малорусском сельском обществе / [Валериан Боржковский]. — [Киев]: тип. А. Давиденко, аренд. Л. Штаммом, ценз. 1887. — 12 с.
- Лирники // Киевская Старина. — 1889. — № 9. — C. 653—709.
- Предание и песня об экзамене дьяка в старинной Малороссии // Киевская старина. — .
- Старый город: (Очерки соврем. его положения) / В. В. Боржковский. — Винница: тип. преемн. Р. Б. Шера, 1911. — 11 с.